# تواب‌سازی

«تعزیر باید پوست را بدرد، از گوشت عبور کند و استخوان را درهم شکند».
محمد محمدی گیلانی، حاکم وقت شرع و رئیس دادگاه‌های انقلاب اسلامی، دربارهٔ شیوه شلاق‌زدن زندانیان در مصاحبه با روزنامه کیهان، مورخ ۲۸ شهریور ۱۳۶۰

«شلاق می‌زدند که نماز بخوانیم».
عفت ماهباز، زندانی سیاسی در دهه ۱۳۶۰

سیاست تواب‌سازی در زندان‌های دهه شصت جمهوری اسلامی ایران اجرا می‌شد و طی فرایندی زندانیان سیاسی در هم شکسته توسط بازجویان و مقامات زندان تـَوّاب می‌شدند. این زندانیان علی‌رغم ندامت و اعلام انزجار از گذشته مبارزاتی خود، در زندان نگاه داشته می‌شدند و از وجودشان در جهت پیشبرد اهداف حکومت در حوزه‌های مختلف استفاده می‌شد.
به جز توبه مذهبی و اسلام آوردن، تواب‌سازی شامل وادارکردن زندانی به نفی هویت گذشته‌اش و انجام اعمالی علیه هم‌رزمان سابقش می‌شد؛ مثلاً گاه توابین باید در انجام شکنجه یا اعدام هم‌کیشان سابقشان شرکت می‌کردند. این عمل فراتر از هویت‌زدایی و فرهنگ‌زدایی (شستشوی مغزی) پیش می‌رفت.
توابین، به دلیل آنکه در ارتباط با فعالیت‌های سیاسی، در زندان بودند، در بیرون به عنوان «زندانی سیاسی» شناخته می‌شدند، اما در واقعیت امر، آنها به بخش مهمی از دستگاه سرکوب جمهوری اسلامی در زندان‌ها تبدیل شده و در حقیقت، «مزدوران بی‌مزد و مواجب» بودند.
در دهه شصت، در زندان‌ها از شکنجه‌های روحی و فیزیکی در فرایند تواب‌سازی استفاده می‌شد و تواب‌شدگان برای اثبات در نفی گذشته سیاسی‌شان و وفاداری به جمهوری اسلامی، در اقرارهای تلویزیونی یا در سخنرانی در داخل زندان برای هم‌رزمان سابق و هم‌بندانشان یا با نوشتن مطالبی در مطبوعات در نفی عقاید گذشته‌شان، یا با دادن شعار برای اعدام هم‌بندانشان به ابراز پشیمانی و ندامت از عقاید و فعالیت‌های سیاسی گذشته خود می‌پرداختند.
توابین، در زندان فعالانه به امر سرکوب سایر زندانیان سیاسی و همکاری با زندانبانان و دادستانی می‌پرداختند، به عنوان نمونه در شکنجه یا شلاق زدن، در جوخه اعدام و زدن تیرخلاص، شرکت در بازجویی، جاسوسی و گزارش رد کردن از اعمال دیگر زندانیان (هم مخفیانه و هم علنی)، رفتن به گشت خیابانی به همراه پاسدارها برای شکار مبارزان بیرون از زندان، انتشار نشریه در زندان و در شکستن اهتمام دیگر زندانیان از آنان استفاده می‌شد. این امر موجب افزایش فضای رعب و وحشت در زندان، شکستن فضای مبارزاتی در زندان و بی‌اعتمادی زندانیها به یکدیگر نیز می‌شد.

## تواب‌سازان
بر اساس تحقیقات یرواند آبراهامیان، «بیش‌تر بازجویان از میان طلاب و روحانیون جوان که در حوزه‌ها تعلیم اسلامی دیده یا هنوز می‌دیدند انتخاب می‌شدند.» در این دوره اسدالله لاجوردی (۱۳۱۴–۱۳۷۷) که دادستان انقلاب و رئیس زندان اوین بود، در اشاره به همین سیاست، زندان‌های جمهوری اسلامی را «دانشگاه‌های انسان‌سازی» نامیده بود.
بنابر شهادت برخی زندانیان سیاسی، حسن شایانفر و حسین شریعتمداری در سال‌های ۶۳ و ۶۴ در زندان اوین و زندان قزل‌حصار به تواب‌سازی و گرفتن اقرارهای تلویزیونی از زندانیان سیاسی اشتغال داشتند.

## توابین سرشناس یا اعتراف‌کنندگان تحت فشار در جمهوری اسلامی
«… آقایان برای اینکه دست خود را به یک چنین کار ننگینی که بدون تردید قابل‌دفاع نبود، آلوده نکرده باشند، یکی از افراد توده‌ای، به نام حسن قائم‌پناه را که برای فرار از فشار، تن به پستی داده بود، مأمور شلاق‌زدن به همسرم کردند. پس از نشان دادن این منظره، مرا به پشت در سلول شکنجه‌گاه بردند و به زمین نشاندند و از من اعتراف می‌خواستند تا شلاق‌زدن به پای همسرم را که من صدای ضربات شلاق و ناله‌هایش را می‌شنیدم، پایان دهند».
بخشی از نامهٔ سرگشاده نورالدین کیانوری به سید علی خامنه‌ای به تاریخ ۱۶ بهمن ۱۳۶۸ خورشیدی

- حسین احمدی روحانی
- مهدی پرتوی[۱۰]
- مسعود فراستی[۱۱][۱۲][۱۳]
- غلام‌حسن قائم‌پناه[۱۴]
- محمدرضا شریفی‌نیا[۱۵][۱۶]
- داود و رضا کیانیان[۱۵][۱۷]
- احمد میراحسان[۱۵]
- احسان طبری[۱۸]
- هوشنگ اسدی
- امیرحسین فطانت[۱۷]
- عبدالله شهبازی[۱۹][۲۰]